# Axel Lindskog (socialdemokrat)
Axel Edvard Lindskog, född 18 januari 1887 i Kvinnevad, Silvåkra församling, Malmöhus län, död 27 november 1960 i Malmö, var en svensk inkasserare och socialdemokratisk kommunalpolitiker.
Lindskog, som var son till byggnadssnickareförman Åke Lindskog och Kersti Lindskog, genomgick Brunnsviks folkhögskola 1910–1911, var styrelseledamot i Svenska byggnadsträarbetareförbundets avdelning 3 1914–1915, sekreterare 1917–1920 och styrelseledamot i Malmö arbetarekommun 1912–1925. Han var styrelseledamot och senare vice ordförande i kooperativa föreningen Solidar samt ledamot av HSB:s förtroenderåd. Han var ledamot av stadsfullmäktige 1919–1925 och 1930–1933, blev ledamot av byggnadsnämnden 1923, var vice ordförande där 1944–1947 och ordförande 1947–1952. Han var även ledamot av folkskolestyrelsen, brandstyrelsen, idrottsnämnden, stadsrevisionen, museibyggnadskommittén och högre folkskolans byggnadskommitté. Han var även vice ordförande i kyrkofullmäktige, av samfällda kyrkorådet och kyrkvärd i Malmö S:t Johannes församlings kyrkoråd.